# Abraham Usque
Abraham ben Salomon Usque fue un editor y compilador del siglo XVI nacido en Portugal en una familia judía (y conocido también con su nombre gentil Duarte Pinhel, o Pinel). 

## Biografía
Usque nació en Portugal en la primera mitad del siglo XVI. Para muchos detalles de su vida no hay datos ni fuentes ciertos.
Para huir de la persecución de la Inquisición portuguesa contra las personas judías, se refugió en la ciudad italiana de Ferrara hacia el año 1543.
Usque desarrolló en Ferrara su actividad de editor de libros y trabajó en colaboración con el tipógrafo español Yom-Tob ben Levi Athias, un judeoconverso o marrano que había utilizado también el nombre Jerónimo de Vargas.
Se conoce la actividad de editor de Usque en Ferrara hasta el año 1558. Según parece, después de esa fecha no hay datos fidedignos sobre su vida.

## Edición de la Biblia de Ferrara
Utilizando principalmente traducciones preexistentes, realizadas a partir de los textos hebreos por judíos españoles desde la Edad Media, Usque consiguió completar una traducción al judeoespañol o ladino de la Biblia hebrea (el Tanaj). A pesar de que muchas versiones de la Biblia hebrea en judeoespañol fueron destruidas en las sucesivas persecuciones y expulsiones de judíos, existen incluso hoy algunos códices supervivientes que dan testimonio de estas versiones medievales, como una significativa creación cultural medieval.
De acuerdo con los datos existentes, la labor de Usque fue principalmente la de editor, contando con un equipo formado por varios "traductores adaptadores que estaban encargados de redactar, a base de traducciones y glosarios anteriores" los distintos libros del Tanaj.
La obra se publicó como un volumen en folio en Ferrara en el año 1553. Apareció con el siguiente título y subtítulo: "Biblia en Lengua Española Traducida Palabra por Palabra de la Verdad Hebrayca por Muy Excelentes Letrados, Vista y Examinada por el Oficio de la Inquisicion. Con Privilegio del Ylustrissimo Señor Duque de Ferrara". En consecuencia, esta traducción publicada por Usque se ha hecho conocida con el nombre de la ciudad donde se publicó, como la Biblia de Ferrara.

## Otras libros editados por Usque
La imprenta de Abraham Usque en Ferrara continuó produciendo libros en las lenguas ibéricas al menos hasta 1558, incluyendo, además de su edición de la Biblia, otros textos litúrgicos hebreos destinados principalmente a exiliados procedentes de la península ibérica, conversos que habían vuelto al judaísmo y que ya no conocían la lengua hebrea.
Otros libros editados por Usque –igualmente en la ciudad de Ferrara- incluyen un clásico portugués, la novela pastoril Menina e Moça (Menina y moza, también titulado Livro de Saudades) de Bernardim Ribeiro, así como Consolação às Tribulações de Israel de Samuel Usque (cuya relación o posible parentesco con el propio Abraham no son conocidos con certeza), considerada una obra maestra de la literatura portuguesa judía.